# Svadba u Kani Galilejskoj
Svadba u Kani Galilejskoj događaj je iz Isusovog života opisan u Novom zavjetu. Tamo je Isus učinio svoje prvo čudo.
Kana Galilejska nalazi se šest kilometara od Nazareta prema Galilejskom jezeru. Zove se Kana Galilejska, jer postoji i Kana u Siriji. Kana je danas maleno selo, a nekada je bila veće mjesto.

## Evanđeoski opis događaja
Na svadbu su bili pozvani i Isus, njegovi učenici i Djevica Marija. Isus je svojim dolaskom želio posvetiti ženidbu, koju je kasnije uzdigao na sakrament. Želio je poručiti i da umjereno veselje i zabava nisu zabranjeni i da poštuje rodbinske i prijateljske veze. Obitelj mladenaca bila je siromašna pa im je ponestalo vina. To je prva primijetila Djevica Marija. Nije htjela, da se osramote na svečan dan pa je samonicijativno zamolila Isusa, da im pomogne riječima: „Vina nemaju” (Iv 2, 3). Isus do tada nije učinio još nijedno čudo, ali Djevica Marija znala je, da on to može, jer je Sin Božji. Isus joj odgovori: "Ženo, što ja imam s tobom? Još nije došao moj čas! (Iv 2,4)". „Ženo” je bio častan naziv uobičajen za to doba. Tako su nazivali i kraljice. 
Djevica Marija prva je, koja se obratila Isusu za pomoć. Zbog toga se smatra pomoćnicom i zagovornicom ljudi u potrebama i nevoljama. Bila je sigurna, da će Isus učiniti što je molila pa je prišla poslužiteljima i rekla im, da učine sve što im Isus kaže. Tamo je bilo šest kamenih posuda za pranje ruku od dvije do tri mjere ↓bilj1 (Iv 2, 6). Isus je rekao poslužiteljima, da napune posude vodom do vrha, što su i učinili. Tada im Isus reče: „Zagrabite sada i nosite ravnatelju stola” (Iv 2,8). Ravnatelj stola nije primijetio što je rekla Djevica Marija i što je učinio Isus pa se začudio, odakle se pojavilo to vino. Smatrao je, da je zaručnik to vino potajno čuvao pa je rekao: „Svaki čovjek stavlja na stol najprije dobro vino, a kad se ponapiju, gore. Ti si čuvao dobro vino sve do sada” (Iv 2,10).
To je bilo prvo Isusovo čudo. Njime je pokazao da može gospodariti prirodom. Isusovi učenici povjerovali su, da je obećani Mesija. Nakon svadbe, Isus i pratnja otišli su u Kafarnaum na nekoliko dana. 

## Značenje
Simbolika svadbe prije svega predstavlja konačno zaključenje Novoga saveza u Kraljevstvu nebeskom, svadbenu Gozbu Jaganjčevu (Kristovu) s Njegovom zaručnicom, Crkvom, naviještenu na više mjesta u Starom zavjetu, Evanđeljima, Novom zavjetu i Otkrivenju, s predokusom u sakramentu ženidbe. Vino u simboličkom jeziku Biblije predstavlja ljubav, ne samo onu mladenaca, već i agape, a nedostatak ljubavi simbolički je govor kojim se svakoga vjernika opominje na njegovu grješnost, odmak, odstupanje od Božje ljubavi. Kamene posude, koje su služile za obredno čišćenje židova, više nisu potrebne za čovjekovo pomirenje s Bogom jer je On prisutan, utjelovljen u osobi Krista. Simbolika pretvorbe vode u vino nije, dakle, samo simbolika pročišćenja, već i pretvorba (transupstancijacija) vina u Krv Kristovu pod svetom misom. Marija se svojim pitanjem Isusu, ali i zapovijedi poslužiteljima pokazuje odvjetnicom i zagovornicom svakoga čovjeka i cijeloga čovječanstva pred Bogom. Posljednja rečenica izvještaja spominje »znamenje«, što upućuje da Isusova pretvorba nije bila samo početak Njegova javnoga djelovanja, već i pečat Novoga saveza na Zemlji, dopunu Zakona i početak događaja kojima započinje Otkupljenje čovjeka.